# Laura Birn
Laura Birn, właściwie Laura Eveliina Birn (ur. 5 kwietnia 1981 w Helsinkach) – fińska aktorka filmowa i teatralna.
Mając 17 lat spędziła rok na wymianie w São Paulo. Tam odkryła swoje zainteresowanie aktorstwem, uczestnicząc w warsztatach z brazylijskimi grupami teatralnymi. Po powrocie zagrała w dwóch krótkich filmach.  W latach 2002–2007 studiowała aktorstwo w Akademii Teatralnej w Helsinkach. W tym czasie wystąpiła w kolejnych produkcjach filmowych i telewizyjnych. Ponadto grała regularnie w teatrze m.in. na scenach Helsinki City Theatre, KOM Teatteri, Teatteri Turmio, Ryhmäteatteri, Teatteri Jurkka, Q-teatteri.
Laura stała się sławna w Finlandii za sprawą filmu Perły i wieprze (Helmja ja sikoja) z 2003 roku, w którym zagrała obok Mikko Leppilampi. Trzykrotnie była nominowana do fińskiej nagrody filmowej – Jussi Aword, przyznawaną przez Fińską Fundację Filmową. W 2012 otrzymała nagrodę dla najlepszej aktorki za film Oczyszczenie (Puhdistus). Za rolę w tym filmie otrzymała też nominację do Złotej Satelity w 2012, przyznawanej przez Międzynarodową Akademię Prasy. Film nominowany był do Oscara za najlepszy film obcojęzyczny. W 2013 Laura Birn nominowana była do Shooting Stars podczas 63 edycji Berlinale. W 2016 otrzymała nagrodę dla najlepszej aktorki, podczas belgijskiego Festival International du Film Policier de Liège, za film Przebaczenie (Henkesi edestä).
Birn mówi po fińsku, szwedzku, angielsku, hiszpańsku i portugalsku.

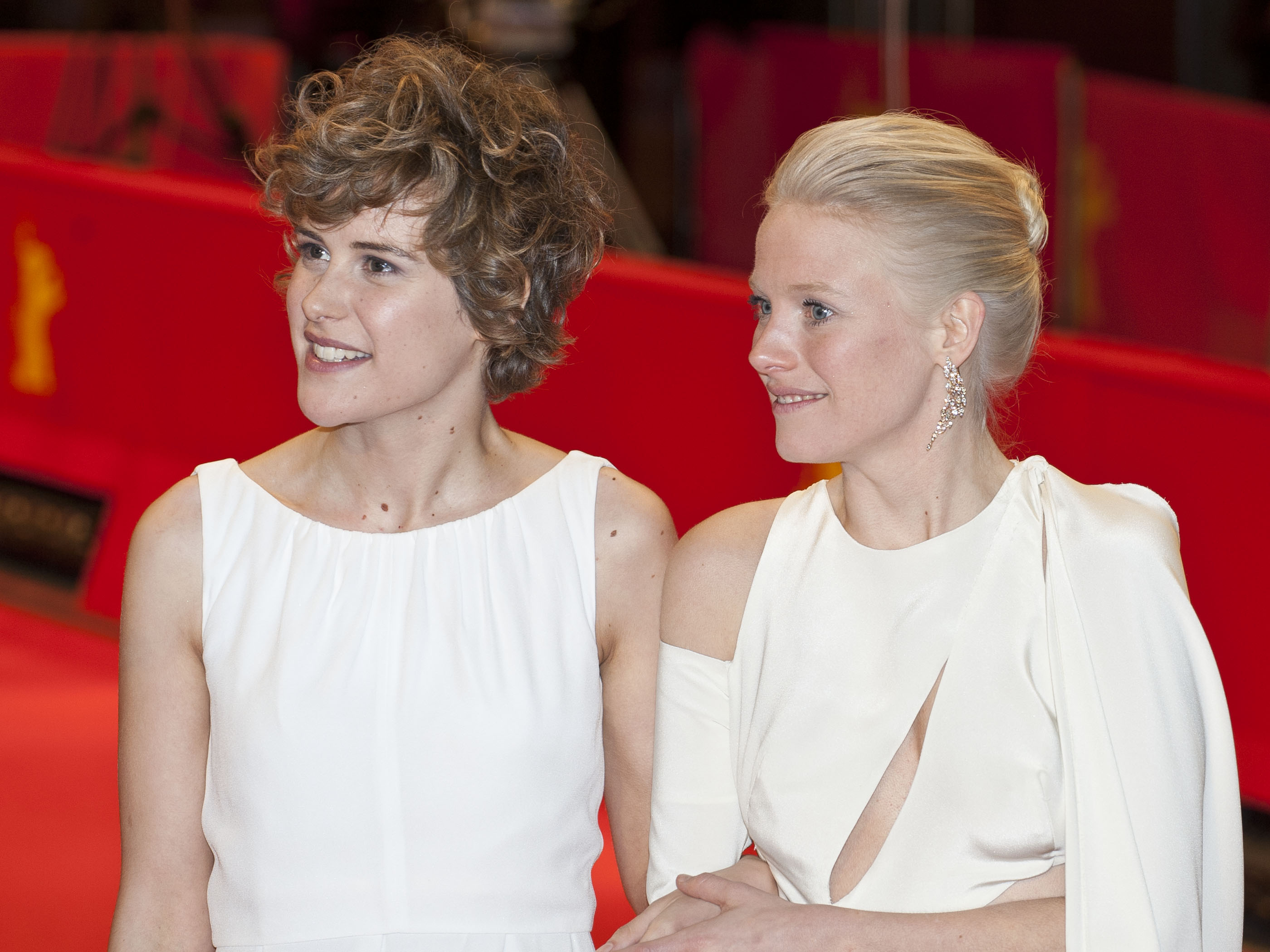
Laura Birn i Carla Juri, Berlinale 2013

## Filmografia
- 2002: Hengittämättä ja nauramatta
- 2002: Tuulikaappimaa
- 2003: Helmiä ja sikoja (Perły i wieprze)
- 2005: Lupaus
- 2006: Jumalan kaikki oikut
- 2007: Karjalan kunnailla
- 2007: Joulutarina (Święty Mikołaj)
- 2008: Suojelijat
- 2008: Korkein Oikeus
- 2008: 8 päivää ensi-iltaan
- 2009: Uutishuone
- 2009: Lokakuun valoa
- 2009: Ralliraita
- 2010: Virta
- 2010: Jäät
- 2010: Kallio
- 2012: En som deg (Miłość na jeden dzień)
- 2012: Puhdistus (Oczyszczenie)
- 2012: Vuosaari (Samotny port – miłość)
- 2013: Miten meistä tuli ystäviä
- 2013: Mieletön elokuu
- 2013: Leijonasydän (Serce lwa)
- 2014: A Walk Among the Tombstones (Krocząc wśród cieni)
- 2014: Mission 1325
- 2015: The Ones Below
- 2015: Armi elää!
- 2015: Henkesi edestä (Przebaczenie)
- 2015: The Girl King The Girl King (Dziewczyna, która została królem)
- 2016 Syysprinssi